# Benedict Lachmann
Benedict Lachmann (* 8. Februar 1878 in Kulm, Westpreußen; † 4. Dezember 1941 in Litzmannstadt) war ein deutscher Schriftsteller und Buchhändler.

## Leben
Benedict Lachmann wurde in die jüdische Familie von Wolff Lachmann und dessen Ehefrau Emma, geb. Meier, geboren. Er hatte vier Geschwister: Anna, Georg, Martha und Rosa.
Lachmann ging als junger Mann nach Berlin, wo er sich der Bohème von Dichtern und Literaten anschloss und in deren legendärem Treffpunkt, dem Charlottenburger Romanischen Café, verkehrte. In diesen Kreisen lernte er auch John Henry Mackay kennen, der 1897 eine Biographie über Max Stirner veröffentlicht hatte und für dessen damals noch wenig bekannte Ideen den Namen individualistischer Anarchismus einführte. Lachmann konnte substantielle Beiträge zu der schwierig zu erhellenden Stirner-Biographie leisten, die Mackay in die zweite Auflage seines Buches aufnahm. Auch sonst stand Lachmann dem sich auf Stirner berufenden individualistischen Anarchismus nahe. Im Jahre 1906 trat Lachmann aus der jüdischen Gemeinde aus.
Im ersten Jahrzehnt des 20. Jahrhunderts begann Lachmann, sich publizistisch zu betätigen. Neben kleineren Arbeiten entstand damals sein Buch Protagoras – Nietzsche – Stirner. Ein Beitrag zur Philosophie des Individualismus und Egoismus, das 1914 in erster und 1923 in zweiter Auflage erschien; ein Nachdruck wurde 1978 vom Verlag der von Kurt Zube gegründeten Mackay-Gesellschaft veranstaltet. Kurz nach Ende des Ersten Weltkriegs gründete Lachmann die Zeitschrift Der individualistische Anarchist, von der zwölf Ausgaben erschienen. Ebenfalls 1919 eröffnete Lachmann in Berlin eine Buchhandlung, die einst namhafte Kunden wie Albert Einstein und Gottfried Benn hatte und als Buchladen Bayerischer Platz noch heute traditionsbewusst existiert.
Da Lachmann nach den Kriterien des nationalsozialistischen Staats Jude war, wurden seine Lebensumstände in den Jahren nach 1933 immer repressiver. Nachdem er bereits 1930 aus gesundheitlichen Gründen die Geschäftsleitung seiner Buchhandlung an seinen Partner Paul Behr übergeben hatte, verkaufte er ihm 1937 das Unternehmen. Lachmann emigrierte jedoch nicht. Mit der ersten Deportation von Berliner Juden wurde er am 18. Oktober 1941 in ein Lager nach Litzmannstadt/Łódź verbracht. Aufgrund der dortigen Lebensbedingungen starb der gesundheitlich labile Lachmann am 4. Dezember 1941.

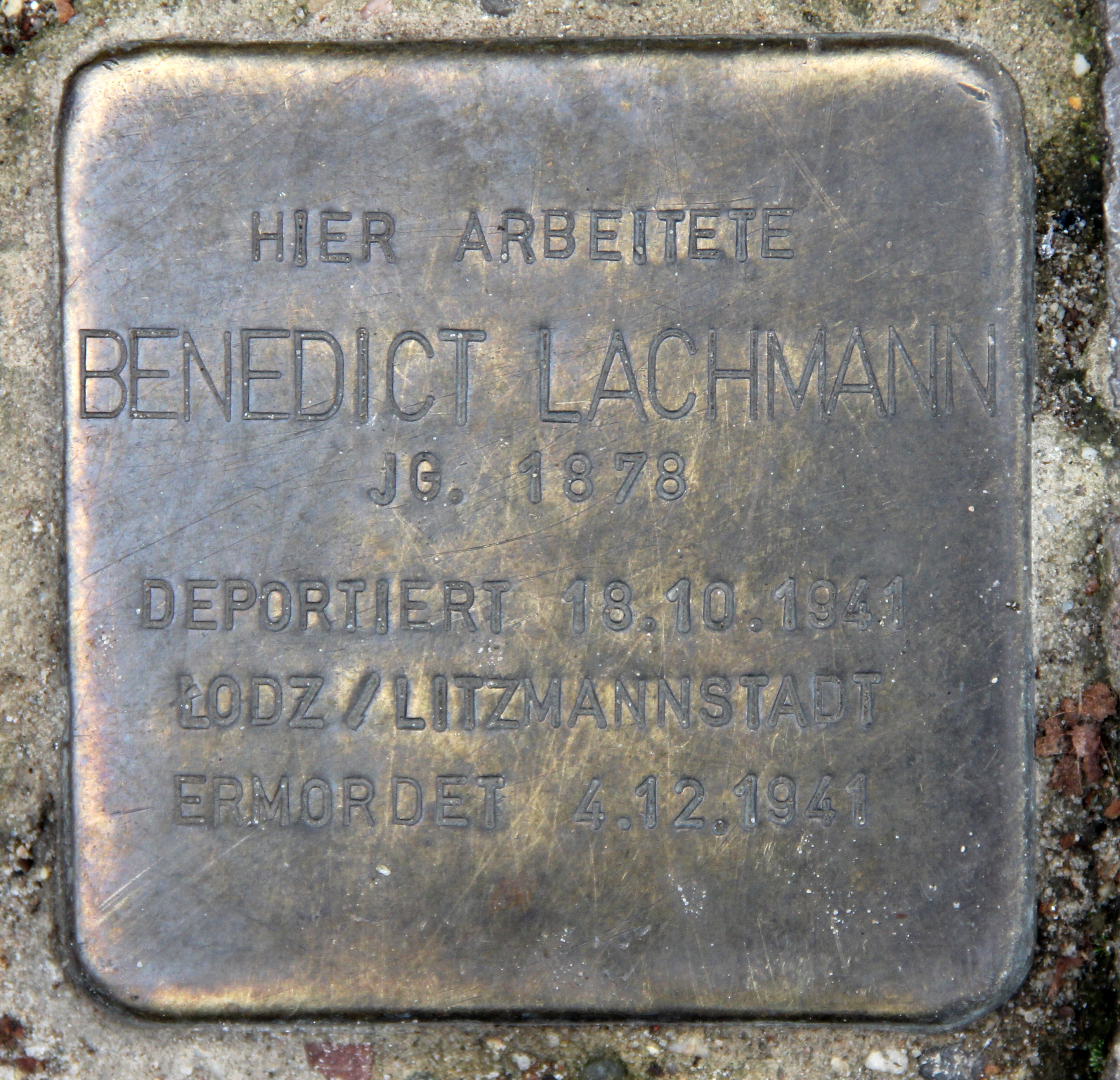
Stolperstein, Bayerischer Platz 13/14, Berlin-Schöneberg

Am 5. August 2011 wurde vor Lachmanns Buchhandlung am Bayerischen Platz in Berlin-Schöneberg ein Stolperstein verlegt.

## Schriften
- Protagoras – Nietzsche – Stirner. Ein Beitrag zur Philosophie des Individualismus und Egoismus, Verlag Leonh. Simion Nachf., Berlin 1914; 2. Aufl. u.d.T. Protagoras – Nietzsche – Stirner. Platz dem Egoismus!, Selbstverlag; 3. Aufl. als Nachdruck der 2. im Verlag der Mackay-Gesellschaft, Freiburg/Br. 1978
- Was ist Sozialismus? Verlag Keil, Frankfurt/M. und Leipzig 1919
- Der individualistische Anarchist. In: Der individualistische Anarchist, 1. Jg., Heft 1, April 1919, S. 1–3 (Programmatische Erklärung)
- [Antibarbarus]: Der Einzelne und die Gesellschaft. In: Der individualistische Anarchist, 1. Jg., Heft 3, Mai 1919, S. 126–130
- [Antibarbarus]: Der Einzelne und die Politik. In: Der individualistische Anarchist, 1. Jg., Heft 5, Juni 1919, S. 225–231
- Der Bürgerkönig. Frankreich zwischen den Revolutionen; 1830–1848. Verlag Löwe, Berlin 1939